# 엘체

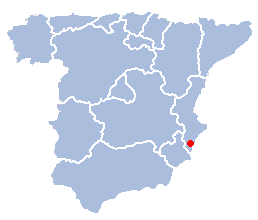
엘체의 위치

엘체(Elche 혹은 Elx)는 스페인 발렌시아 지방에 있는 도시이다. 2008년 통계자료에 따르면 엘체 인구는 228,300명이다. 발렌시아에서는 세 번째로 인구가 가장 많은 도시이며 전국에서는 20번째로 인구가 많은 곳이다.
일부가 해안에 접하고 있지만 시가지는 지중해로부터 15 km 안쪽으로 들어와 있다.

## 경제
엘체의 산업 구조는 신발 산업에 많이 집중돼 있으며 천 개 이상의 신발공장이 있다. 유럽 전역에서도 신발 공장이 가장 많이 모여있는 곳으로 꼽힌다. 서양자두와 올리브, 시리얼을 많이 재배하며 최근에는 고무산업이 20% 이상의 고용자를 갖고 성장하며 관광업도 성하다.

## 기후
| Elche의 기후             | Elche의 기후 | Elche의 기후 | Elche의 기후 | Elche의 기후 | Elche의 기후 | Elche의 기후 | Elche의 기후 | Elche의 기후 | Elche의 기후 | Elche의 기후 | Elche의 기후 | Elche의 기후 | Elche의 기후 |
| 월                       | 1월          | 2월          | 3월          | 4월          | 5월          | 6월          | 7월          | 8월          | 9월          | 10월         | 11월         | 12월         | 연간         |
| ------------------------ | ------------ | ------------ | ------------ | ------------ | ------------ | ------------ | ------------ | ------------ | ------------ | ------------ | ------------ | ------------ | ------------ |
| 일평균 최고 기온 °C (°F) | 17 (63)      | 18 (64)      | 20 (68)      | 22 (72)      | 25 (77)      | 30 (86)      | 33 (91)      | 33 (91)      | 29 (84)      | 25 (77)      | 22 (72)      | 18 (64)      | 24 (76)      |
| 일평균 최저 기온 °C (°F) | 7 (45)       | 8 (46)       | 10 (50)      | 12 (54)      | 15 (59)      | 18 (64)      | 22 (72)      | 22 (72)      | 19 (66)      | 16 (61)      | 11 (52)      | 8 (46)       | 14 (57)      |
| 평균 강우량 mm (인치)    | 20 (0.8)     | 19 (0.7)     | 22 (0.9)     | 26 (1.0)     | 24 (0.9)     | 5 (0.2)      | 1 (0.0)      | 1 (0.0)      | 14 (0.6)     | 22 (0.9)     | 28 (1.1)     | 20 (0.8)     | 202 (7.9)    |
| 평균 강우일수 (≥ 1.0 mm) | 4            | 3            | 4            | 4            | 3            | 1            | 0            | 1            | 2            | 3            | 4            | 3            | 32           |
| 출처: Meteoblue          |              |              |              |              |              |              |              |              |              |              |              |              |              |

## 같이 보기
- 엘체 CF